# Departamento de General Paz
Departamento de General Paz är en kommun i Argentina.   Den ligger i provinsen Corrientes, i den nordöstra delen av landet, 800 km norr om huvudstaden Buenos Aires. Antalet invånare är 14 725. Arean är 2,6 kvadratkilometer.
Terrängen i Departamento de General Paz är mycket platt.
Trakten runt Departamento de General Paz består huvudsakligen av våtmarker. Runt Departamento de General Paz är det mycket glesbefolkat, med 6 invånare per kvadratkilometer.